# Saint-Pierre-en-Vaux
Saint-Pierre-en-Vaux település Franciaországban, Côte-d’Or megyében. Lakosainak száma 139 fő (2022. január 1.). Saint-Pierre-en-Vaux Maligny, Thury, Champignolles, Lacanche és Viévy községekkel határos.

## Népesség
A település népessége az elmúlt években az alábbi módon változott:
| Lakosok száma | 189  | 170  | 155  | 135  | 136  | 144  | 148  | 142  | 139  | 139  |
|               | 1968 | 1982 | 1990 | 2006 | 2013 | 2015 | 2017 | 2019 | 2020 | 2022 |